# Passzátszél

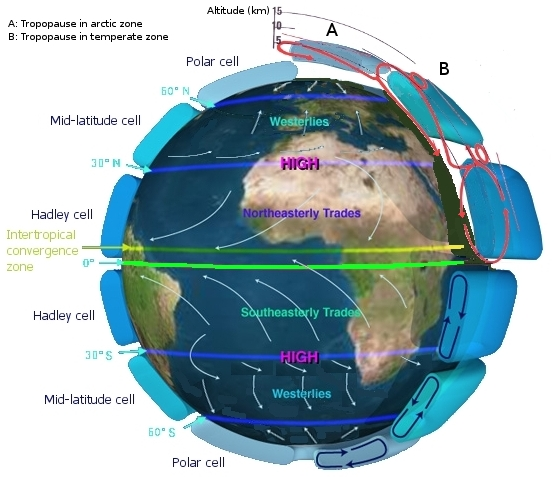
Passzátszél

Az Egyenlítőnél a levegő magasra emelkedik, elindul a sarkok felé, visszasüllyed a felszínre a térítőknél, és a felszín közelében újból az Egyenlítő felé halad. A térítőktől az Egyenlítő felé haladó felszínközeli légáramot, amelyet a Coriolis-erő eltérít, északkeleti az északi, és délkeleti a déli féltekén, passzátszélnek nevezzük. Ez azt jelenti, hogy mindkét féltekén keletről nyugat felé fúj, az Egyenlítő irányába. Néha a passzátszeleket egyszerűen keleties szeleknek hívják, függetlenül attól, hogy melyik féltekén találhatók. Az angol szóhasználatban ezek a „kereskedelmi szelek”, mert a kereskedelmi hajók ennek segítségével jutottak el az Újvilágba.

## A passzát és a nagy földi légkörzés
Az ábrán felülről lefelé láthatjuk a sarki magas nyomású területet, ahonnan a sarki keleties szelek fújnak, majd az alacsony nyomású poláris front következik. A légkör függőleges metszetében itt található a ciklonális frontális felemelkedés, ennek következtében ez egy csapadékos terület. Ettől délre helyezkedik el a nyugati szelek öve, majd a térítő. A térítőn magas nyomás uralkodik, ezért itt leszálló áramlás található, és a párolgás az uralkodó hidrológiai folyamat, ezért ez a régió száraz. Ezután a felszín közelében az északkeleti passzátok fújnak, az egyenlítői szélcsendes övig. Az ITCZ jelzi a trópusi összeáramlási zónát (Intertropical Convergence Zone), ahol az ÉK-i és DK-i passzátok találkoznak. Itt az erős emelő hatás miatt viharok, hurrikánok keletkezhetnek. Itt alacsony légnyomás uralkodik, és jelentős csapadék hull. A déli féltekén hasonló a helyzet, ugyanazok az övek találhatók meg, mint az északin.

## Külső hivatkozások
- Magyar nyelvű leírás a passzátszélről